# Med Julius til Capri
Med Julius til Capri är en norsk dokumentärfilm i färg från 1952, regisserad och producerad av Johnny Bjørnulf. Han skrev också manus tillsammans med Reidar Lunde.
Filmen dokumenterar en resa genom Europa med start i Fredrikstad. Resan går genom Danmark, Tyskland, Luxemburg, Frankrike, Österrike, Schweiz och Italien. Resesällskapet färdas per bil och bor i husvagnen Julius. Med på resan förutom Bjørnulf och Lunde fanns tecknaren Audun Hetland.
Musiken i filmen är komponerad av Christian Hartmann. Bland annat används sångerna "Alle synger en sang om Paris" och "Vi kjører lykkens veier", båda med text av Egil Hagen. Musiken spelades in med Øivind Berghs orkester.
Filmen hade premiär den 14 april 1952 och distribuerades av Kinografen Film.